# Phthiracarus densus
Phthiracarus densus är en kvalsterart som beskrevs av Wojciech Niedbała 2006. Phthiracarus densus ingår i släktet Phthiracarus och familjen Phthiracaridae. Inga underarter finns listade i Catalogue of Life.